# كارتاغو (كانتون)
كارتاغو (بالإسبانية: Cartago)‏ هو الكانتون الأول في محافظة كارتاغو في كوستاريكا. و يغطي الكانتون مساحة 287.77 كم مربع.
و يقدر عدد سكانه حوالي 140,686 نسمة حسب إحصائيات 
المدينة الرئيسة للكانتون هي كارتاغو.
يشبه شكل الكانتون الحرف T ممتدا من الجنوب الشرقي من المدينة الرئيسة كارتاغو و إلى سلسلة جبال تلمنكا أو كورديجا دي تلكمنكا و يتضمن أجزاء من طريق إنتر امريريكانا.
تم تأسيس الكانتون بقانون تشريعي في 7 كانون الأول 1848.

## المقاطعات
يقسم كانتون كارتاغو إلى إحدا عشر مقاطعة وهي :
1. أورينتال
2. أوكسيدينتال
3. كارمن
4. سان نيكولاس ( تعرف أيضا بـ تاراس )
5. أغواكالينتيه ( مدينة المياه الحارة وتعرف أيضا بـ سان فرانسيسكو )
6. غواذالوبيه ( وتعرف أيضا بـ ارينيجا )
7. كورّاليجو
8. تييرّابلانكا ( الأرض البيضاء )
9. دولسيه نومبريه ( الاسم الجميل )
10. جانو غرانديه
11. كيبراديجا